# Le barzellette
Le barzellette è un film commedia italiano del 2004 diretto da Carlo Vanzina.

## Trama
I protagonisti principali sono una coppia marchigiana in viaggio di nozze con il marito barzellettiere professionista, Mario, e il signor Gennaro Rossi che non vuole più farsi operare a causa di chirurghi burloni, ma che farà un incubo a suon di barzellette (proprio lui che, come in un contrappasso dantesco, non le capisce mai). Il signor Rossi diventa poi un marito esibizionista con tanto di impermeabile e frequentatore assiduo di night club.

## Produzione
Carlo Vanzina rilegge, con questo film, le barzellette più famose, affiancando un cast composto da molti comici italiani: Gigi Proietti, Enzo Salvi, Carlo Buccirosso, Simona Guarino, Max Giusti, Vito, Biagio Izzo e i  Fichi d'India. Salvi, Izzo e i Fichi avevano già partecipato in diversi film al fianco di attori quali principalmente Christian De Sica e Massimo Boldi, mentre Proietti con numerosissimi attori e Buccirosso con altri attori tra cui Vincenzo Salemme e Maurizio Casagrande. Vito interpreta il vigile e il postino; Proietti interpreta un portantino ospedaliero, un cameriere, un direttore d'orchestra, un contadino, un avvocato e il suo assistito, un cantante messicano e infine il Padreterno, qui riletto in veste di capocomico. Nel film partecipa come guest star Uccio De Santis, cabarettista pugliese che interpreta un programma di barzellette che ha riscosso molto successo, Mudù, trasmesso su Telenorba.

## Curiosità
L'episodio che vede partecipe Biagio Izzo nei panni del portiere Antonio riprende la trama della prima novella dell'ottava giornata del Decameron.

## Accoglienza
Il film ha incassato in Italia 6.6 milioni €.